# Amber English
Amber English (Colorado Springs, 25 de outubro de 1989) é uma desportista estadounidense que compete em tiro, na modalidade de tiro ao prato. Participou nos Jogos Olímpicos de Verão de 2020, obtendo uma medalha de ouro na prova de skeet.

## Palmarés internacional
| Jogos Olímpicos | Jogos Olímpicos | Jogos Olímpicos | Jogos Olímpicos |
| Ano             | Lugar           | Medalha         | Prova           |
| --------------- | --------------- | --------------- | --------------- |
| 2020            | Tóquio ( Japão) | Medalha de ouro | Skeet           |